# Detlev Schönauer

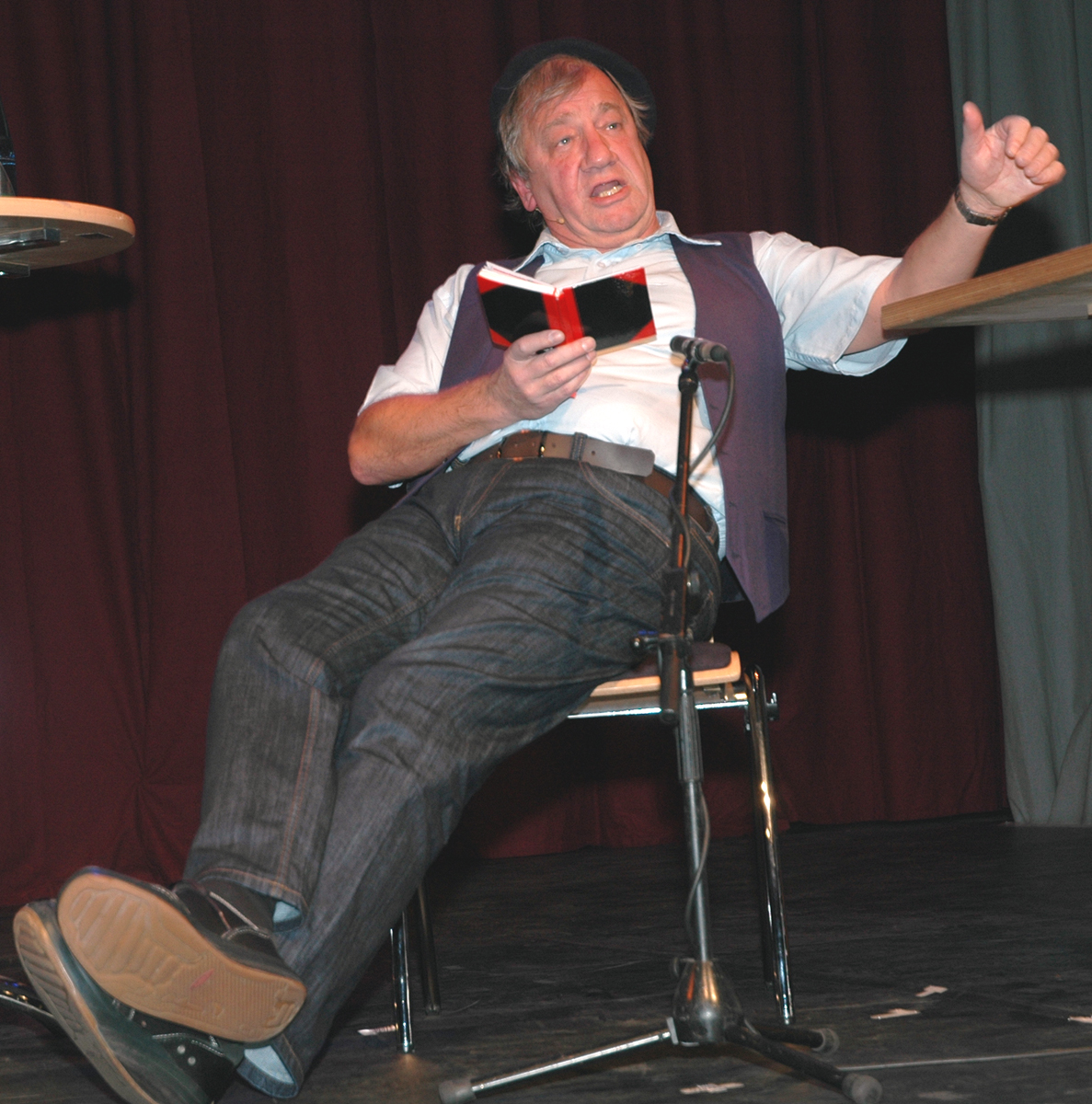
Detlev Schönauer mit einem Ausschnitt aus seinem Programm: Jaques' Bistro in Freiburg, Kulturbörse (2012)

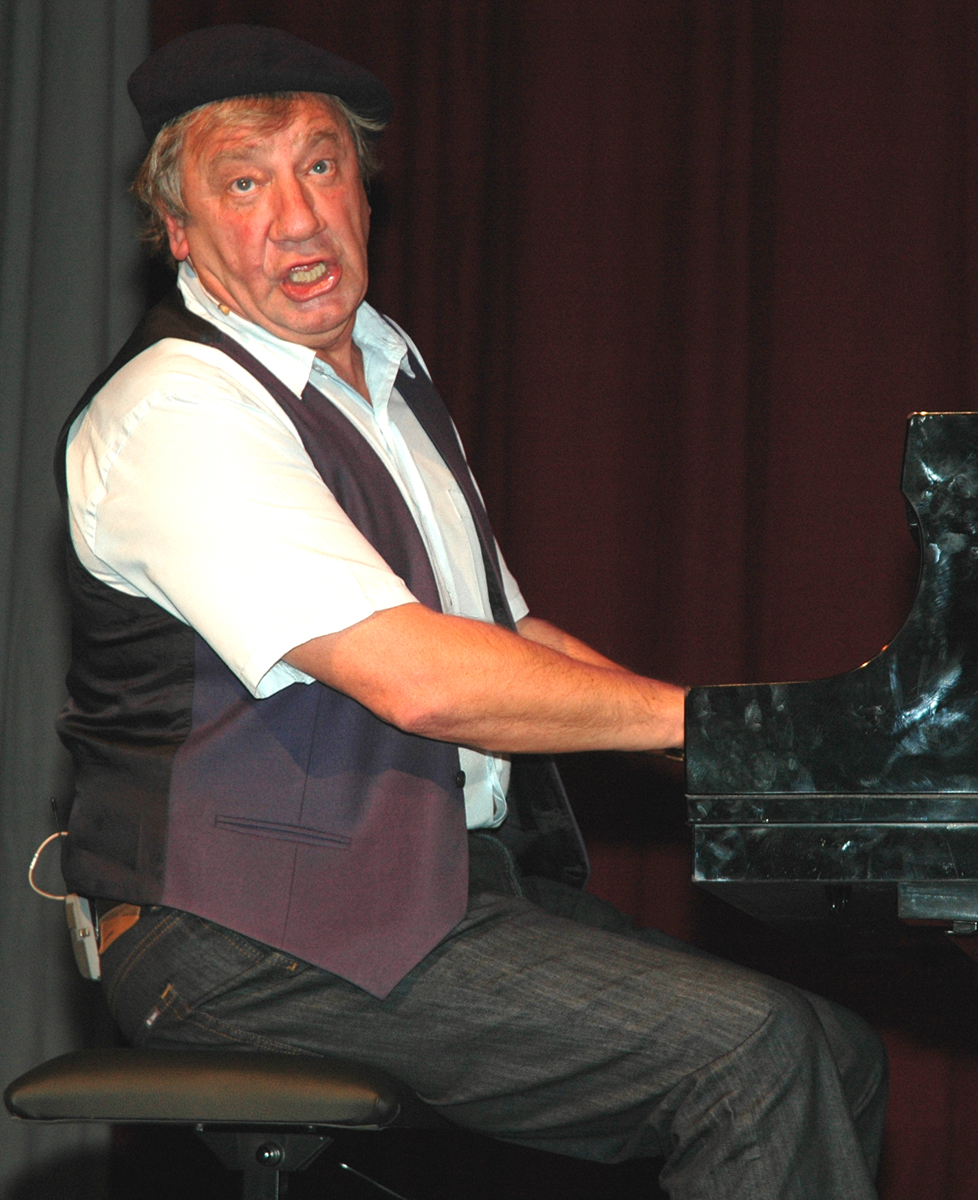
Detlev Schönauer in Freiburg, Internationale Kulturbörse 2012

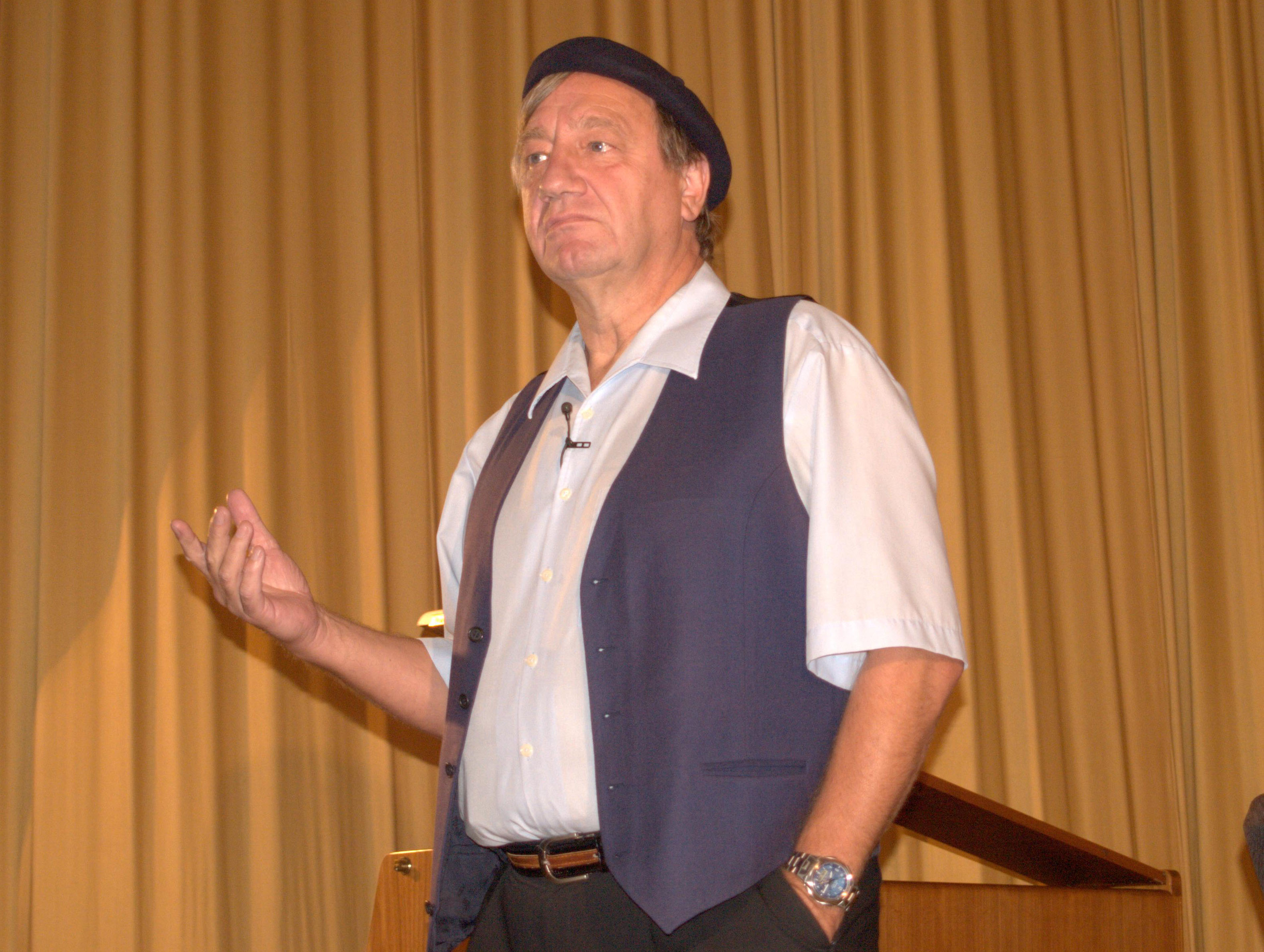
Detlev Schönauer (2010)

Detlev Schönauer (* 16. Oktober 1953 in Mainz) ist ein ehemaliger deutscher Kabarettist, der auch als Journalist und Autor tätig war. Bekannt wurde er vor allem in seiner Rolle als französischer Bistrowirt Jacques (im fiktiven Jacques’ Bistro).

## Werdegang

### Karriere als Kabarettist
Schönauer studierte Physik an der Universität des Saarlandes mit Abschluss Diplom-Physiker. Außerdem studierte er das Fach Kirchenmusik am Bischöflichen Kirchenmusikalischen Institut des Bistums Speyer und schloss dieses mit C-Examen ab. Er arbeitete u. a. als Pianist, Liedermacher und Kirchenmusiker. Nach dem Diplom blieb er als wissenschaftlicher Mitarbeiter an der Universität des Saarlandes. In dieser Zeit hatte er seine ersten Fernsehauftritte. Schließlich machte er seine Leidenschaft zum Beruf und wurde Profikabarettist.
Bekannt wurde er vor allem in seiner Rolle als französischer Bistrowirt Jacques (im fiktiven Jacques’ Bistro) durch den SR. Der Name erklärt sich durch die direkte Nachbarschaft des Saarlandes zu Frankreich, die zahlreiche kulturelle und gesellschaftliche Einflüsse auf das tägliche Leben und die Gewohnheiten der Saarländer bewirkt. Die Sendung wurde elf Jahre lang auf dem SR ausgestrahlt. Zeitweise war Jacques Bistro auch im Aktuellen Bericht zu sehen. Daneben stellte Schönauer als diese Figur auch regelmäßig die Zuschauerfrage im Verbrauchermagazin bonus (heute Wir im Saarland).
Auftritte in Rundfunk und Fernsehen machten Schönauer im Saarland und darüber hinaus bekannt. Mit seinen Bühnenprogrammen gastierte er in ganz Deutschland und auch in den Nachbarländern. Seine Auftritte führten ihn auch nach Griechenland, in die Türkei und zu den deutschen Truppen in den Kosovo (2002).
In der ARD kommentierte Schönauer in den Jahren 1998, 1999 und 2000 die Tour de France kabarettistisch. Ab 2003 hatte er mit Alice Hoffmann im SWR Fernsehen die Sendung Sonntag lacht – Spaß aus Mainz.

### Politische Kontroversen
Schönauer startete als mehr oder weniger unpolitischer Kabarettist. 2018 wurde er Mitglied des politischen Netzwerks Aufstehen, das  Oskar Lafontaine und Sahra Wagenknecht gegründet hatten. In diesem Zusammenhang sprach er sich gegen Angela Merkels Flüchtlingspolitik aus und erhielt daraufhin Kritik.
Schönauer führte einen Prozess gegen einen Dudweiler Blogger, der sein Bühnenprogramm als „rassistisch“ bezeichnet hat. Das Landgericht Saarbrücken wies am 25. Juli 2019 die Klage ab und sah die Äußerungen des Bloggers durch das Recht auf freie Meinungsäußerung gedeckt.
Nach der Auseinandersetzung beschloss Schönauer aus Protest gegen das Urteil, seine Bühnenkarriere bis zum März 2021 zu beenden. Er sah sich als Opfer einer linken Meinungsherrschaft und behauptete, quasi einem Berufsverbot zu unterliegen. Schließlich kündigte er sarkastisch an, in ein „Zigeunerdorf“ an den ungarischen Plattensee zu ziehen. Seine Abschiedstournee musste er aufgrund fehlender Auftrittsmöglichkeiten während der COVID-19-Pandemie absagen. Auch aus finanziellen Gründen wanderte er bereits Ende 2020 mit seiner Frau nach Ungarn aus. Dort schreibt er regelmäßig eine Kolumne für die Budapester Zeitung.

### Covid-19-Erkrankung
Ende 2021 erkrankte Schönauer schwer an Covid-19 und kam im Dezember ins Krankenhaus Kanizsai Dorottya Klinik in Nagykanizsa. Dort versetzte man ihn bis Anfang Februar 2022 in ein künstliches Koma.

## Auszeichnungen
Detlev Schönauer wurde mehrfach ausgezeichnet, u. a. mit dem Kabarettpreis „Goldene Resonanz“ (2000), dem Paulaner Solo+ (2001) und dem Publikumspreis des „Hasper Hammer“ (2002).

## Veröffentlichungen
- Jacques’ Bistro. Saartirisches aus dem Alltag. Lehnert Verlag 1996.
- Zoff am Zapphahn. Neues aus Jacques’ Bistro. Jacques beobachtet die Saarländer. Lehnert Verlag 1997.
- Detlev Schönauer: Das Beste aus seinen Kabarett-Programmen. Herausgegeben von Charly Lehnert. Lehnert 1998. ISBN 978-3-926320-69-8
- Die unernste Geschichte des Saarlandes. WeymannBauerVerlag 1998. ISBN 978-3-929395-33-4
- Saarland. Von Kohle, Schwenker und Saarvoir-vivre – ein Heimatbuch. Conbook Verlag, Meerbusch 2012, 288 Seiten. ISBN 978-3-934918-94-8
- Schaumküsse mit Migrationshintergrund. SaPriBooks 2015. ISBN 978-3-9817183-0-0

## Diskografie
Alben
- 1996: Oh la – Thekenphilosophisches aus Jacques’ Bistro (Twilight Music)
- 1999: Vollsperrung (Eigenproduktion)
- 2000: Henkersmahlzeit – Polterabend in Jacques’ Bistro (Leico-music)
- 2005: Neues aus Jacques’ Bistro (Whiterock)
- 2011: Berio & Saint-Saëns: Opus Number Zoo & Karneval der Tiere nach Detlev Schönauer (Perc.Pro)
- 2015: Humperdincks Hänsel und Gretel nach Schönauer (Perc.Pro)
- unbekanntes Jahr: Kabarett In Jacques’ Bistro – Das "Liederliche"Gästebuch (Saarländischer Rundfunk)

Singles
- unbekanntes Jahr: Mir sinn Saarbrigger (Eigenverlag)